# Paulmy
 Paulmy ist eine französische Gemeinde mit 238 Einwohnern (Stand 1. Januar 2022) im Département Indre-et-Loire in der Region Centre-Val de Loire; sie gehört zum Arrondissement Loches und zum Kanton Descartes.

## Lage
Der Ort liegt am Ufer des Flusses Brignon.
Nachbargemeinden von Paulmy sind Ligueil im Norden, Esves-le-Moutier im Nordosten, Ferrière-Larçon im Osten, La Celle-Guenand im Südosten, Le Grand-Pressigny im Süden, Neuilly-le-Brignon im Südwesten und Cussay im Nordwesten.

## Bevölkerungsentwicklung
| Jahr      | 1962 | 1968 | 1975 | 1982 | 1990 | 1999 | 2009 | 2012 |
| Einwohner | 519  | 523  | 437  | 318  | 269  | 261  | 250  | 233  |

## Sehenswürdigkeiten
- Schloss Paulmy (15./17. Jahrhundert)
- Schloss Le Châtelier (Monument historique)[1]
- Kirche Sainte-Croix (Ende 16. Jahrhundert)
- Dolmen de la Pierre Chaude (Monument historique)[2]
- Reste eine gallo-römischen Villa in La Cormerie
- merowingische Nekropole in La Cormerie

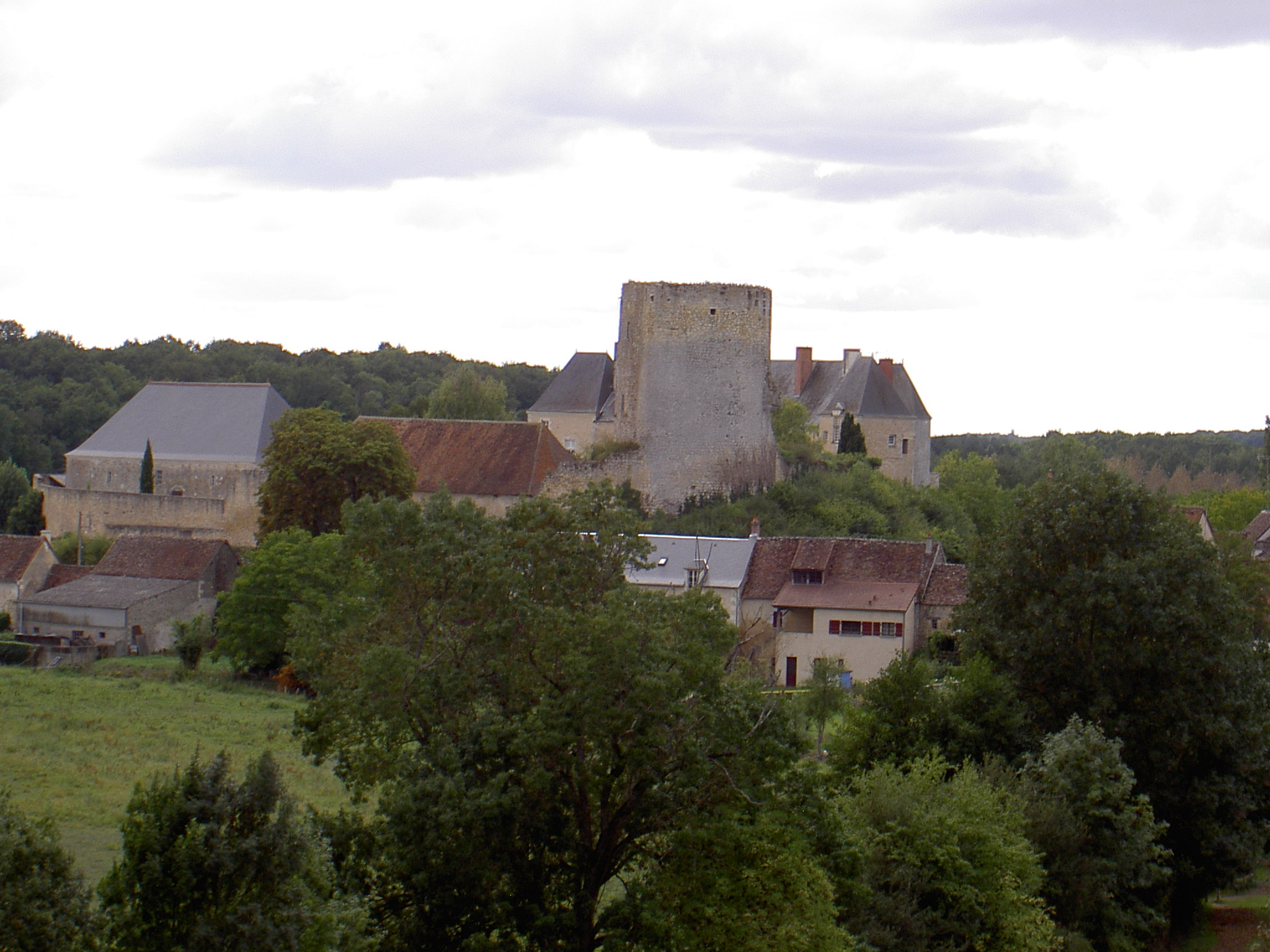
Le Châtelier
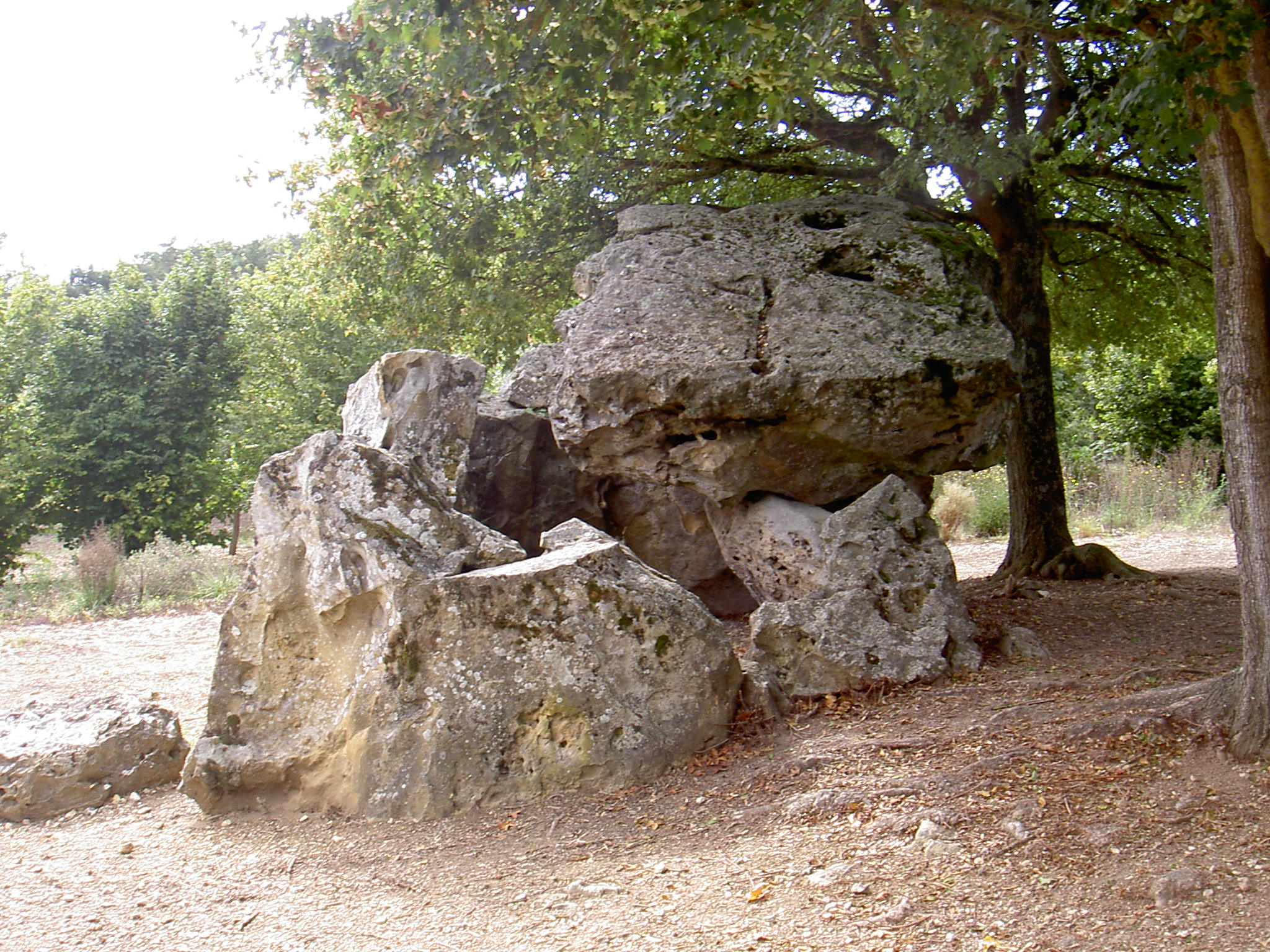
Pierre Chaude

## Persönlichkeiten
- Die Familie Voyer de Paulmy d’Argenson hatte ihre Grablege in Paulmy.